# Vallone Fusolano (Cinquefrondi)
Vallone Fusolano (Cinquefrondi) este o arie protejată (arie specială de conservare — SAC, sit de importanță comunitară — SCI) din Italia întinsă pe o suprafață de 26 ha, integral pe uscat.

## Localizare
Centrul sitului Vallone Fusolano (Cinquefrondi) este situat la coordonatele 38°24′21″N 16°07′18″E / 38.405833°N 16.121667°E.

## Înființare
Situl Vallone Fusolano (Cinquefrondi) a fost declarat sit de importanță comunitară în septembrie 1995 pentru a proteja 1 specie de plante și 1 specie de animale. Situl a fost protejat și ca arie specială de conservare în aprilie 2018.

## Biodiversitate
Situată în ecoregiunea mediteraneană, aria protejată conține 6 habitate naturale: Păduri de Quercus ilex și Quercus rotundifolia, Păduri aluvionare cu Alnus glutinosa și Fraxinus excelsior (Alno-Padion, Alnion incanae, Salicion albae), Păduri de Castanea sativa, Izvoare petrifiante cu formare de travertin (Cratoneurion), Păduri pe pante, grohotișuri și ravene de Tilio-Acerion, Păduri de fag din Apenini cu Taxus și Ilex.
La baza desemnării sitului se află mai multe specii protejate:
- plante (1): Woodwardia radicans
- nevertebrate (1): Cordulegaster trinacriae

Pe lângă speciile protejate, pe teritoriul sitului au mai fost identificate 2 specii de plante, 1 specie de amfibieni, 1 specie de mamifere, 3 specii de reptile.